# Academia de Modas de Amberes
La Academia de Modas de Amberes es el nombre común del departamento “Modas” de la  Academia Real de Bellas Artes de Artesis Hogeschool Antwerpen (Escuela Superior), y está ubicada en la Nación de Modas (Modenatie) en la calle “Nationalestraat de Amberes”.
Situación

La Academia se creó en 1963, cuando Mary Prijot fundó el departamento “Diseño de moda” en la entonces Academia Real de Bellas Artes. Al principio de los años ochenta, “los Seis de Amberes”, los seis diseñadores flamencos más famosos (Walter Van Beirendonck, Marina Yee, Dirk Van Saene, Dirk Bikkembergs, Dries van Noten y Ann Demeulemeester) acabaron sus estudios allí.  En 2002, la formación se instaló en la Nación de Modas en la Calle “Nationalestraat de Amberes”, que alberga asimismo el Flanders Fashion Institute y el Museo de la Moda.  Cuatro años más tarde, se designó a Walter Van Beirendonck como director general de la Academia, sucedió a Linda Noppa. Diseñadores jóvenes como Veronique Branquinho, Raf Simons, Kris Van Assche y Bruno Pieters siguen las huellas de “los Seis de Amberes”. En 2008, otro grupo de diseñadores destacados acabó sus estudios, entre ellos los belgas Glenn Martens y Laurence Bruyninckx.

## Principios
Durante la formación, la Academia pone énfasis en ciertos criterios. La moda no es considerada como un arte, sino como una profesión que se tiene que practicar de forma artística. El ambiente internacional de estudiantes y la mezcla de culturas constituyen una riqueza para la Academia. Para ser admitidos a la formación, los estudiantes tienen que aprobar las pruebas de selectividad. Los profesores tienen reputación de ser muy exigentes en cuanto a la creatividad. Se exige también que el estudiante comente cada diseño.

En total, la formación consiste en cuatro años escolares, cada uno con un enfoque diferente.